# Felices los que lloran
Pour plus de détails, voir Fiche technique et Distribution.
Felices los que lloran (litt. Heureux ceux qui pleurent) est un film dramatique paraguayen sorti en 2015, réalisé par Marcelo Torcida.

## Synopsis
Juan, un adolescent issu d'une famille riche de la capitale du Paraguay, ne fait que s'amuser avec ses amis. Son père le pousse à devenir indépendant. Attiré par l'argent facile, il se retrouve dans le trafic de drogue des quartiers pauvres de la ville. Mais quelque chose ne va pas : Juan est en danger. Le père Mario va tenter de le tirer d'affaire. L'histoire de Juan sera déterminante dans la conversion de son père.

## Fiche technique
- Titre original espagnol : Felices los que lloran
- Titre anglais : Happy those who cry
- Titre italien : Il Missionario - La preghiera come unica arma[1]
- Réalisation : Marcelo Torcida
- Scénario : Michelina Oviedo, Marcelo Torcida
- Musique : Borja Évora, José Miguel Évora
- Production : Dominus Productions
- Langues originales : guarani, espagnol
- Pays de production :  Paraguay
- Durée : 90 minutes
- Dates de sortie :
  - Paraguay : 14 août 2015[2]
  - Italie : 20 octobre 2016[2]

## Distribution
Sauf indication contraire, les informations mentionnées dans cette section peuvent être confirmées par la base de données cinématographiques IMDb,  présente dans la section « Liens externes ».
- Carlos Cabra : Padre Mario Mara
- Harry Stanley : Juan Fassardi
- Carlos Ortellado : Fernando Fassardi
- Carlos Echevarría : Ricardo Fassardi
- Roberto Cardozo : Nuez
- Cala del Puerto : Mosquito
- Fati Fernández
- María Belén Fretes : Rosi Nieta Lombardo
- Luis Galiano : Comissaire Lazzarte
- Robert Martin : Nuñez
- Juan Manuel Rojas : José
- Diego Saravia : Sangre
- Claudia Scavone : Sofia
- Jorge Sienra : Animal
- Héctor Silva : Moishe
- Javier Del Puerto : Ñati-U

## Récompense
- Primé comme Meilleur film au festival international du cinéma catholique Mirabile Dictu en 2015[3]